# Aufteilungsplan
Mit Aufteilungsplan (auch Teilungsplan genannt) sind im deutschen Wohnungseigentumsrecht alle zur Darstellung des aufzuteilenden Gebäudes notwendigen Zeichnungen im Maßstab 1:100 gemeint (Grundrisse, Schnitte, Ansichten).
Alle zu demselben Wohnungseigentum gehörenden Einzelräume müssen im Aufteilungsplan mit derselben Nummer gekennzeichnet sein (§ 7 Abs. 4 Wohnungseigentumsgesetz, WEG). Zum Aufteilungsplan gehört die Abgeschlossenheitsbescheinigung, mit der die Abgeschlossenheit der Wohnungen bzw. der Nutzungseinheiten bescheinigt wird (§ 7 Abs. 4 Nr. 2 WEG).
Der Teilungsplan muss dem bestehenden Gebäude bzw. der bestehenden Baugenehmigung entsprechen. Der Teilungsplan wird von der zuständigen Genehmigungsbehörde oder von einem dafür zugelassenen öffentlich bestellten Sachverständigen geprüft und wird damit Bestandteil der Teilungserklärung bzw. des Einräumungsvertrages.
Ein Aufteilungsplan muss auch vorgelegt werden, wenn das Gebäude noch nicht errichtet ist. Dieser muss Lage und Aufteilung des Gebäudes sowie Lage und Größe der im Sondereigentum und der im gemeinschaftlichen Eigentum stehenden Gebäudeteile hinreichend beschreiben.